# Christer Jansson
För musikern Christer Jansson se Christer Jansson (musiker)
Christer Jansson, född 9 augusti 1943, är en centerpartistisk åländsk politiker och jurist.
- Ledamot av Ålands lagting 1988-1999
- Landskapsstyrelseledamot 1984-1988
- Ledamot av Ålands landsting (senare lagting) 1-2.11.1983